# Hussein Moukhtar
Hussein Moukhtar (in arabo مختار•حسين‎?; Damietta, 10 gennaio 1905 – Il Cairo, 30 aprile 1966) è stato un sollevatore egiziano campione europeo a Lussemburgo nel 1931, che ha gareggiato nei pesi medi, massimi leggeri e massimi.

## Carriera
Militò nel Tersana SC di Giza. Partecipò a due edizioni dei Giochi olimpici, ad Amsterdam nel 1928 nei pesi medi, dove si classificò al settimo posto, e a Berlino nel 1936 nei pesi massimi – dove fu anche il portabandiera nella cerimonia d'apertura – piazzandosi al quinto posto.
Gareggiò anche – su invito – in rappresentanza dell'Egitto ai campionati europei del 1931 a Lussemburgo, dove vinse la medaglia d'oro nella categoria dei massimi leggeri. In quest'ultima categoria detenne anche tre record mondiali nelle singole specialità, uno nello strappo e due nello slancio.